# دو هفته مرخصی
دو هفته مرخصی (انگلیسی: Two Weeks Off) یک فیلم کمدی صامت به کارگردانی ویلیام بوداین است که در سال ۱۹۲۹ منتشر شد. این فیلم امروزه، یک فیلم گمشده محسوب می‌شود.

## بازیگران
- دوروتی مک‌کیل
- جک مولهال
- گرترود آستور
- جیمز فینلیسون
- کیت پرایس
- جد پروتی
- ادی گریبون
- گرترود مسینگر